# Szuverenitás
A szuverenitás a politikatudományban (állami) főhatalom, önállóság, függetlenség; képesség a hatalom önálló gyakorlására. A joggyakorlatban a természetes vagy jogi személy kizárólagos önrendelkezési jogát értjük alatta, azaz külső kényszer nélküli cselekvést.

## Etimológia
A szó a francia souverain (= felség, uralkodó) szóból ered, amelyből létrejött a souveraineté (= szuverenitás). Végső soron a középkori latin nyelvből, a középlatin  „felső” jelentésű superanus szóból származik.

## Előzmények
Az ókori Athén politikai életében a népgyűlés működésében intézményesülő döntés mellett hangsúlyos volt a „nép szuverenitásának” egy másik eleme, az ellenőrzés is, amely a tisztségviselők kontrollját jelentette. Ez volt a szuverenitásfogalom első megjelenése a nyugati politikai kultúrában. Rómában a populus romanus volt az a „hatalom”, amelynek a nevében a magisztrátusok kikényszerítették a jog rendelkezéseit. Ulpianus szerint a császár a törvény felett állt (princeps legibus solutus est), akarata pedig a rendes törvények erejével bírt (quod principi placuit, legis habet vigorem). Henry James Sumner Maine ugyanakkor Az ősi jog című munkájában kiemelte, hogy annak a modern felfogásnak, amely a szuverenitást egy terület felett gyakorolt kizárólagos hatalommal azonosítja, a Római Birodalom bukása utáni évszázadokban nyoma sem volt. A frankok, a burgundok, a vandálok, a longobárdok és a nyugati gótok természetes uraivá váltak a területnek, melyet elfoglaltak, és melyeknek némelyikük földrajzi nevet adott, de annak birtoklására nem alapoztak jogi igényt.

## Az állami szuverenitás tartalma
Az állami szuverenitás az alábbi főbb jogokat és kötelezettségeket foglalja magába:
- az állam területi épsége és politikai függetlensége sérthetetlen;
- minden állam joga, hogy szabadon válassza meg és alakítsa politikai, társadalmi és kulturális rendszerét;
- minden állam köteles jóhiszeműen és teljes mértékben eleget tenni vállalt nemzetközi kötelezettségeinek és békében élni más államokkal.

### Belső szuverenitás
Az állami szuverenitás belső oldala az államnak azt a képességét jelenti, hogy jogrendjét maga alkotja és alkalmazza, valamint főhatalmat gyakorol a területén lévő személyek és dolgok felett. Az állam döntése végleges, az ellen nem lehet felsőbb hatalomhoz fellebbezni, mert ilyen nem létezik.

### Külső szuverenitás
A külső szuverenitás lényege, hogy az állam a nemzetközi élet független szereplője, felette nincs más hatóság, döntései nem függnek mások jóváhagyásától, egyetértésétől. Nemzetközi jogképessége és cselekvőképessége teljes, más államokkal való kapcsolatában szabadon dönt. Az államok jogilag egyenlőek a nemzetközi kapcsolatokban. Az állam mentességet élvez más államok joghatósága alól. Az állam jogi immunitását sem lehet azonban abszolutizálni, ez leginkább csak a közhatalmi funkciójában eljáró államra lehet igaz.

### A szuverenitás korlátai
Az állami szuverenitás soha nem korlátlan. A belső szuverenitást az állam mindenkori belpolitikai körülményei, a társadalmi erőviszonyok, a külsőt a nemzetközi jog, a világpolitikai erőviszonyok, valamint az állam által vállalt kötelezettségek korlátozzák.

#### Az Európai Unió és a szuverenitás
Az Európai Unió története egybeesik a tagállamoknak az állami szuverenitásuk egy részéről történő fokozatos lemondásával, és a közösségi szuverenitás mind több elemének létrehozásával. Az európai integrációban részt vevő államok saját szuverenitásuk bizonyos részét az együtt létrehozott közösségi intézményekre ruházzák. Az Európai Unió területén ezért kétféle szuverenitás érvényesül: a tagállamok eredeti, „természetes” szuverenitása saját területükön, valamint az Unió intézményeinek a tagállamoktól kapott, „mesterséges” szuverenitása az EU egészére vonatkozóan.

## Fordítás
- Ez a szócikk részben vagy egészben  a   Souveränität című német Wikipédia-szócikk ezen változatának fordításán alapul.  Az eredeti cikk szerkesztőit annak laptörténete sorolja fel. Ez a jelzés csupán a megfogalmazás eredetét és a szerzői jogokat jelzi, nem szolgál a cikkben szereplő információk forrásmegjelöléseként.